# Omul care a căzut pe Pământ (serial)
The Man Who Fell to Earth (Omul care a căzut pe Pământ) este un serial american de televiziune științifico-fantastic creat de Jenny Lumet și Alex Kurtzman, bazat pe romanul cu același nume din 1963 al lui Walter Tevis  și ecranizat ca un film în 1976, cu David Bowie în rolul principal. În serial, Chiwetel Ejiofor joacă rolul unui extraterestru care sosește pe planeta Pământ și Bill Nighy interpretează rolul jucat inițial de Bowie în filmul din 1976. A avut premiera pe Showtime la 24 aprilie 2022. O parte a serialului a fost difuzată la SXSW la 12 martie 2022.

## Premisă
Viitorul planetei este în mâinile unui extraterestru care ajunge pe Pământ într-un moment crucial al istoriei.

## Distribuție

### Roluri principale
- Chiwetel Ejiofor - extraterestrul/Faraday
- Naomie Harris - Justin Falls
- Annelle Olaleye - Molly Falls
- Clarke Peters - Josiah Falls
- Bill Nighy - Thomas Jerome Newton
- Jimmi Simpson - Spencer Clay
- Kate Mulgrew - Drew Finch
- Sonya Cassidy - Edie Flood
- Joana Ribeiro - Lisa Dominguez
- Rob Delaney - Hatch Flood

### Roluri secundare
- Tanya Moodie - Portia
- Josh Herdman - Terry

### Invitați speciali
- Martha Plimpton - Ofițer K. Faraday
- Juliet Stevenson - Sora Mary Lou

## Episoade
Fiecare episod poartă numele unui cântec al lui David Bowie.
| Nr. | Titlu                                  | Regizat de    | Scris de                                                                               | Data difuzării  | U.S. telespectatori (milioane) |
| --- | -------------------------------------- | ------------- | -------------------------------------------------------------------------------------- | --------------- | ------------------------------ |
| 1   | „Hallo Spaceboy”                       | Alex Kurtzman | Jenny Lumet & Alex Kurtzman                                                            | 24 aprilie 2022 | 0.125                          |
| 2   | „Unwashed and Somewhat Slightly Dazed” | Alex Kurtzman | Jenny Lumet & Alex Kurtzman                                                            | 1 mai 2022      | 0.127                          |
| 3   | „New Angels of Promise”                | Alex Kurtzman | Poveste de: Michael Alaimo Scenariu de: Michael Alaimo and Jenny Lumet & Alex Kurtzman | 8 mai 2022      | 0.145                          |
| 4   | „Under Pressure”                       | Alex Kurtzman | Poveste de: Jane Maggs Scenariu de: Jane Maggs and Jenny Lumet & Alex Kurtzman         | 15 mai 2022     | 0.193                          |
| 5   | „Moonage Daydream”                     |               | Poveste de: John Lopez Scenariu de: John Lopez and Jenny Lumet & Alex Kurtzman         | 29 mai 2022     |                                |
| 6   | „Changes”                              |               | Poveste de: Jane Maggs Scenariu de: Jane Maggs and Jenny Lumet & Alex Kurtzman         | 5 iunie 2022    |                                |
| 7   | „Cracked Actor”                        |               | Poveste de: Helen Shang Scenariu de: Jenny Lumet & Alex Kurtzman                       | 12 iunie 2022   |                                |
| 8   | „The Pretty Things Are Going to Hell”  |               | Poveste de: Bill Wolkoff Scenariu de: John Hlavin and Jenny Lumet & Alex Kurtzman      | 19 iunie 2022   |                                |
| 9   | „As the World Falls Down”              |               |                                                                                        | 26 iunie 2022   |                                |